# گورومبیلا

گورومبیلا شهری در شهرستان نانورو در استان بولکیمده در بورکینافاسوی غربی مرکزی است جمعیت آن ۶۶۱ نفر است.